# ماوريتسيو روتشا
ماوريتسيو روتشا (بالإسبانية: Maurizio Rocha)‏ (20 أغسطس 1976 بسانتا كروز دي لا سييرا في بوليفيا - ) هو لاعب كرة قدم بوليفي في مركز الوسط. لعب مع ميامي فيوشن ووسترن ماس بيونيرز وEl Paso Patriots ‏ وRochester Rhinos ‏ وGeneration Adidas ‏.

## وصلات خارجية
- ماوريتسيو روتشا على موقع الدوري الأمريكي (الإنجليزية)
- ماوريتسيو روتشا على موقع قاعدة بيانات كرة القدم.إي يو (الإنجليزية)